# 로토스코프

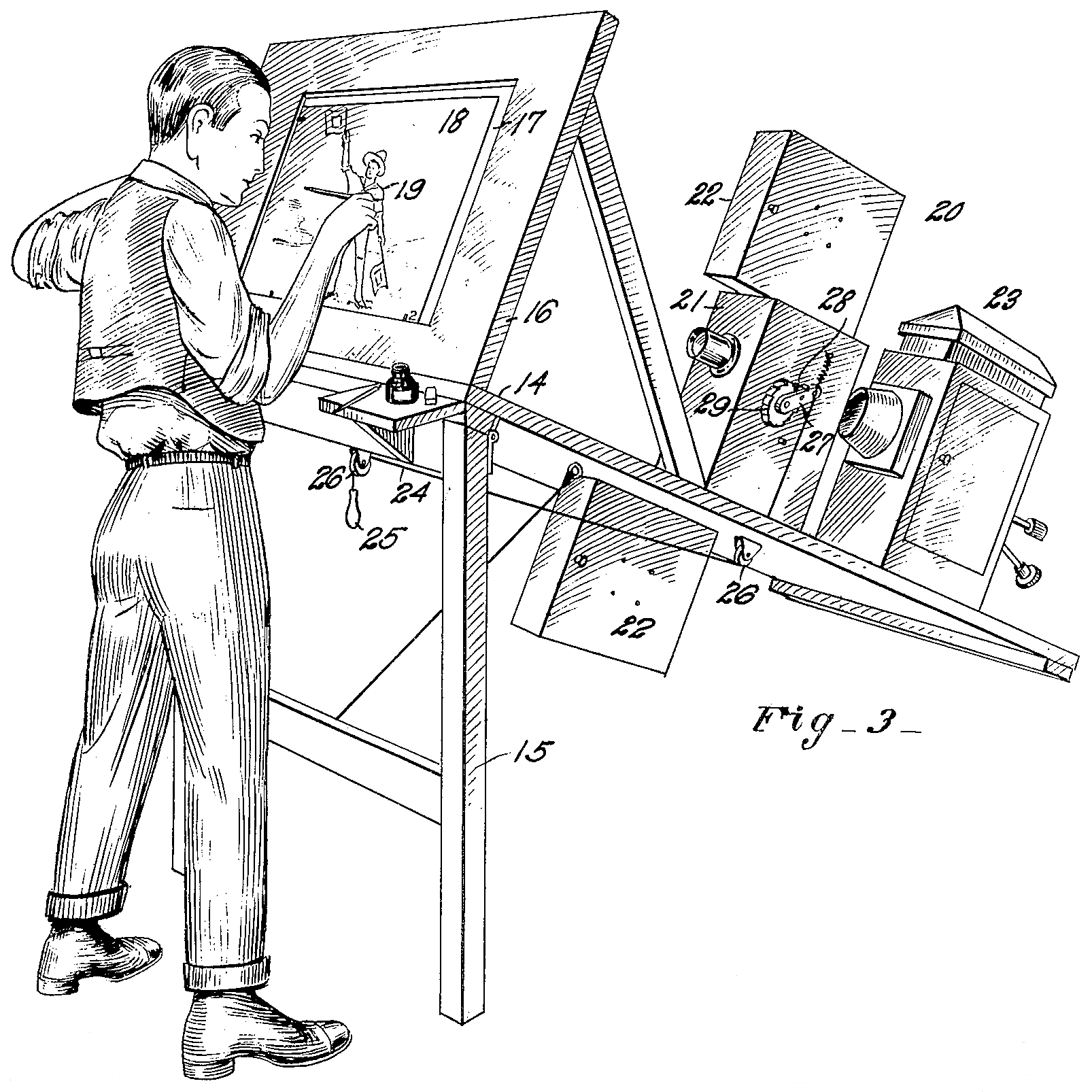

로토스코핑(Rotoscoping)은 이미 촬영된 동영상을 따라그리거나 위에 효과를 그려 만드는 애니메이션 기법이다. 로토스코프(rotoscope)는 1917년 막스 플라이셔(Max Fleischer)사가 특허를 낸 영사기의 상표명이다. 결과물은 로토그래프(rotograph)로 부른다. 이 장치는 끝내 컴퓨터로 대체되었으나 과정 자체는 여전히 로토스코핑으로 부른다.

## 같이 보기
- 모션 캡처